# ウィリアム・ウィドリングトン (第4代ウィドリングトン男爵)

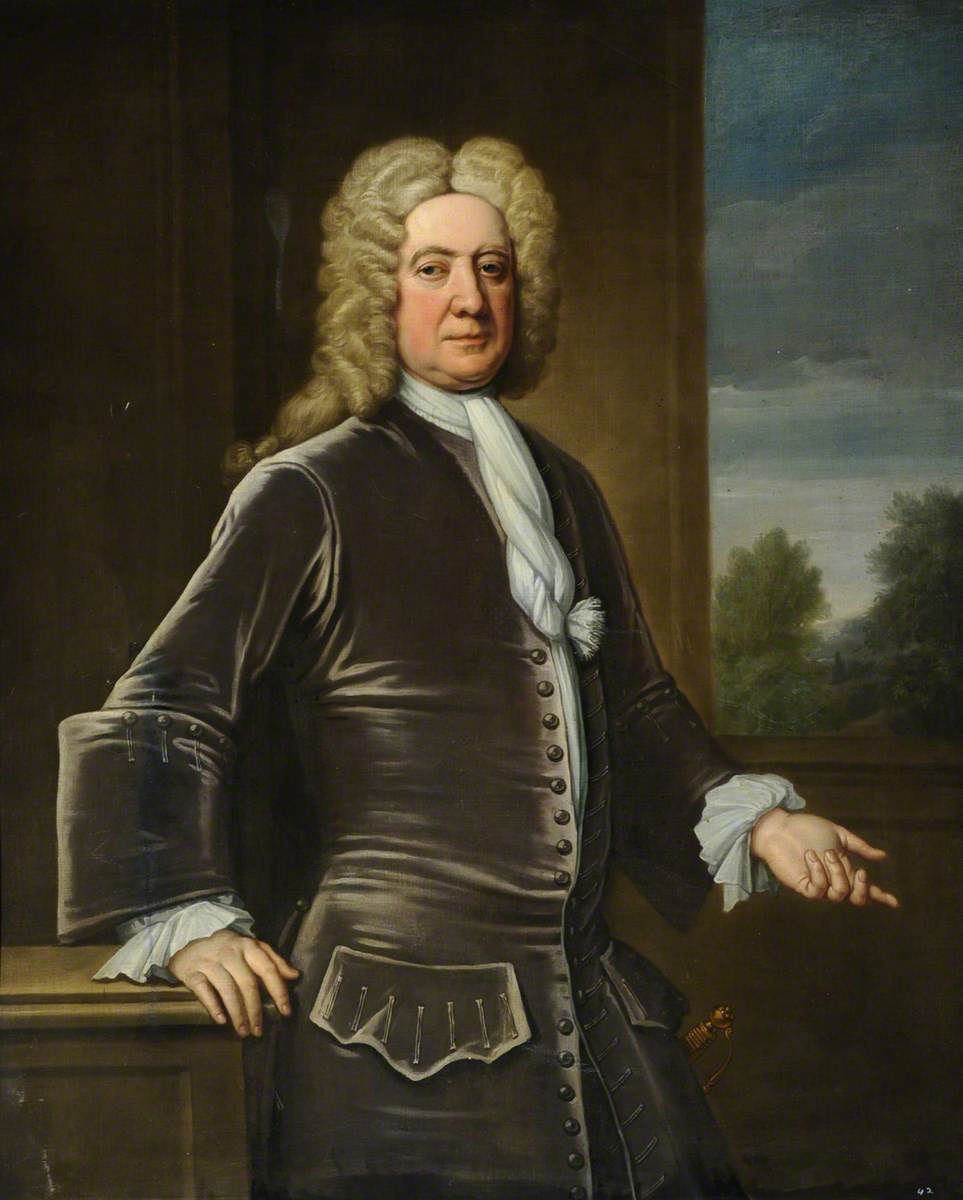
第4代ウィドリングトン男爵ウィリアム・ウィドリングトン

第4代ウィドリングトン男爵ウィリアム・ウィドリングトン（英語: William Widdrington, 4th Baron Widdrington、1678年 - 1743年4月19日）は、イギリスの貴族、ジャコバイト。1715年ジャコバイト蜂起に参加したことで知られる。

## 生涯
第3代ウィドリングトン男爵ウィリアム・ウィドリングトンとアリシア・フェアファクスの長男として生まれ、モーペス・グラマー・スクールで教育を受けた後、1695年2月10日に父の爵位と領地を継承した。その後、ジャコバイトの一員になり、1715年ジャコバイト蜂起では1715年10月17日にワークワースでトマス・フォスターとダーウェントウォーター伯爵の部下として参加した。11月12日のプレストンの戦いには参戦しなかったが、翌日にフォスターに降伏を説得、2人の弟とともに捕虜になった。ウィドリングトンはほかの捕虜とともにロンドンに連行され、1716年2月9日に大逆罪で有罪となり、死刑判決が下された。しかし、1717年11月22日に死刑を恩赦され、爵位と領地の没収だけで済んだ。1719年2月17日に先妻ジェーン（1714年に死去）の遺産からウィドリングトンとその家族を支えるための手当を求める請願を出したが、庶民院で否決された。一方で1733年の法的権利をめぐる請願は成功、1733年5月17日に庶民院で関連法案が議決された。
1743年4月19日、バースで死去、ナンニングトンで埋葬された。

## 家族
1700年にジェーン・テンペストと結婚して、3男5女をもうけた。
- ヘンリー・フランシス・ウィドリングトン（1774年9月没） - 長男。ウィドリングトン男爵の継承を主張し、彼の死去で爵位の請求者がいなくなったとされる[2]

ジェーンが1714年9月9日に死去したため、ウィドリングトンは1718年7月頃にキャサリン・グラハム（1757年没）と再婚した。2人の間に子供はいなかった。